# Kids Diana Show
Eva Diana Kidisjuk (* 31. března 2014, Kyjev, Ukrajina), virtuálně známější jako ✿ Kids Diana Show, je ukrajinsko-americká youtuberka. Společně se svým bratrem Romou a rodiči Volodymyrem a Olenou hostí řadu kanálů YouTube vytvářejících dětský obsah zaměřený na hraní rolí. Její hlavní kanál je 6. nejsledovanější a 8. nejodebíranější na světě.

## Obsah
Dianin obsah zahrnuje dětské písně, unboxing, vlogy, vzdělávací zábavu a hraní rolí. Její starší bratr Roma Kidisyuk provozuje druhý kanál ★ Kids Roma Show. Má také mladšího bratra Olivera Kidisyuka (nar. 2021). Kanály jsou dabovány do mnoha jazyků, včetně hindštiny, japonštiny, indonéštiny, ruštiny, španělštiny, němčiny, portugalštiny a arabštiny.
Byla nominována na desáté výročí udílení Streamy Awards za rok 2020 v kategorii děti a rodina. V roce 2021 pak na Short Awards v kategorii rodičovství, rodina a děti.

## Historie
Olena a Volodymyr Kidisyuk začali vytvářet videa na jako svůj koníček, když se narodil Dianin bratr Roma. Diana se narodila v Kyjevě na Ukrajině. Poprvé se objevila ve videu v roce 2015, kdy Elena spustila kanál pro sdílení videí Diany s přáteli a rodinou. Kanál rychle rostl a za více než rok dosáhl 1 milion odběratelů. V roce 2017 oba rodiče opustili zaměstnání, aby se mohli věnovat kanálům na plný úvazek. Později se přestěhovali do Miami na Floridě.
V květnu 2020 podepsali Dianini rodiče smlouvu se společností Pocket.Watch, začínající mediální společností pro děti, kterou v roce 2016 založili Chris Williams a Albie Hecht. To postavilo do čela Love, Diana — The Princess Of Play, franšízu založenou na jejich značce, včetně animovaného seriálu, mobilní hry a zboží.
Love, Diana je živě akční animovaný seriál sestávající z povídek zasazených do fiktivní „Země hry“, která sleduje Dianu a Romu, když chrání přátele a rodinu před postavami symbolizujícími démonizovanou nudu. Přehlídka je distribuována na YouTube a službách OTT, jako je Amazon Prime video, The Roku Channel a Samsung TV+.

### Statistiky hlavních kanálů (8. února 2022)
| Kanál                   | Odběratelé (v milionech) | Zhlédnutí (v miliardách) | Autorské ocenění YouTube | Autorské ocenění YouTube | Autorské ocenění YouTube | Autorské ocenění YouTube |      |      |      |
| Kanál                   | Odběratelé (v milionech) | Zhlédnutí (v miliardách) | 0,1                      | 1                        | 10                       | 50                       |      |      |      |
| ----------------------- | ------------------------ | ------------------------ | ------------------------ | ------------------------ | ------------------------ | ------------------------ | ---- | ---- | ---- |
| Kanál                   | Odběratelé (v milionech) | Zhlédnutí (v miliardách) | Kids Diana Show          | 92,7                     | 72,19                    | 2016                     | 2016 | 2018 | 2020 |
| Diana and Roma ARA      | 20,5                     | 9,1                      | 2019                     | 2019                     | 2020                     |                          |      |      |      |
| Diana and Roma ESP      | 24,5                     | 9,2                      | 2019                     | 2019                     | 2020                     |                          |      |      |      |
| Diana and Roma EN       | 17,3                     | 3,5                      | 2017                     | 2017                     | 2020                     |                          |      |      |      |
| Kids Roma Show          | 18                       | 5,7                      | 2016                     | 2017                     | 2019                     |                          |      |      |      |
| Diana and Roma HIN      | 22,7                     | 10,6                     | 2019                     | 2019                     | 2020                     |                          |      |      |      |
| Диана и Рома на русском | 5,06                     | 1,9                      | 2019                     | 2020                     |                          |                          |      |      |      |
| Diana and Roma JPN      | 3,26                     | 1,29                     | 2019                     | 2020                     |                          |                          |      |      |      |
| Diana and Roma VNM      | 5,06                     | 1,82                     | 2019                     | 2020                     |                          |                          |      |      |      |
| Love Diana              | 6,77                     | 2,83                     | 2019                     | 2020                     |                          |                          |      |      |      |
| Diana and Roma PRT      | 8,85                     | 3,47                     | 2019                     | 2019                     |                          |                          |      |      |      |
| Diana and Roma IND      | 10                       | 4,27                     | 2019                     | 2020                     | 2022                     |                          |      |      |      |
| Diana and Roma Vlog     | 1,48                     | 0,48                     | 2019                     | 2019                     |                          |                          |      |      |      |

## Ocenění a nominace
| Rok  | Ocenění                         | Kategorie              | Výsledek   | Ref. |
| ---- | ------------------------------- | ---------------------- | ---------- | ---- |
| 2022 | Nickelodeon Kids' Choice Awards | Nejlepší ženský tvůrce | Nominována |      |